# Конон (річка)

Конон — річка на півострові Камчатка в Росії.
Довжина річки — близько 80 км. Площа її водозбірного басейну — 345 км². Протікає по території Соболевського району Камчатського краю. Впадає в Охотське море.

## Дані водного реєстру
За даними державного водного реєстру Росії відноситься до Анадиро-Колимського басейнового округу.
За даними геоінформаційної системи водогосподарського районування території РФ, підготовленої Федеральним агентством водних ресурсів:
- Код водного об'єкта в державному водному реєстрі — 19080000212120000030010